# بوب جانون
بوب جانون (بالإنجليزية: Bob Gannon)‏ هو شخصية أعمال وسياسي أمريكي، ولد في 6 يناير 1959 في ميكيون في الولايات المتحدة، وتوفي في 3 أكتوبر 2017 في ويست بيند في الولايات المتحدة. حزبياً، نشط في الحزب الجمهوري. وقد انتخب عضو جمعية ولاية ويسكونسن.

## وصلات خارجية
- الموقع الرسمي